# Jan z Kretkowa

Herb Dołęga

Jan z Kretkowa herbu Dołęga (ur. 1362, zm. 1433/1434) – kasztelan rypiński, kasztelan dobrzyński.

## Życiorys
Syn Andrzeja Słupa z Wierzbicka, sędziego dobrzyńskiego, starosty łęczyckiego (zm. 1413/1415), wnuk Myślibora, sędziego dobrzyńskiego.
Protoplasta rodu Kretkowskich herbu Dołęga.
Po bitwie pod Grunwaldem otrzymał od króla Władysława Jagiełły krzyżacki zamek w Bratianie. Początkowo ziemianin, następnie od 1412 cześnik dobrzyński. Jego syn był więziony jako dziecko przez Krzyżaków w Brodnicy. W latach 1418–1430 pełnił urząd kasztelana rypińskiego. Był sygnatariuszem pokoju mełneńskiego 1422 roku. W latach 1430–1433 piastował urząd kasztelana dobrzyńskiego.
Był obecny przy wystawieniu przez Władysława II Jagiełłę przywileju jedlneńskiego w 1430 roku.
Jego syn Jan Kretkowski (1400–1452) był kasztelanem kruszwickim i wojewodą brzeskokujawskim.